# Луксембург на Европском првенству у атлетици у дворани 1974.
Луксембург је дебитовао на 5. Европском првенству у дворани 1974. одржаном у Гетеборгу, Шведска, 9. и 10. марта. У првом учешћу на европским првенствима у дворани репрезентацију Луксембурга представљао је 1 атлетичар који се такмичи у трчању на 60 метара са препонама.
На овом првенству Луксембург није освојио ниједну медаљу нити је оборен неки рекорд.
У табели успешности (према броју и пласману такмичара који су учествовали у финалним такмичењима (првих 8 такмичара)) од 25 земаља учесница Луксембург, Аустрија и Данскм нису имале ниједног финалисту.

## Резултати

### Мушкарци
| Атлетичар | Дисциплина   | Лични рекорд | Квалификације | Квалификације | Полуфинале | Полуфинале | Финале               | Финале   | Детаљи |
| Атлетичар | Дисциплина   | Лични рекорд | Резултат      | Место         | Резултат   | Место      | Резултат             | Место    | Детаљи |
| --------- | ------------ | ------------ | ------------- | ------------- | ---------- | ---------- | -------------------- | -------- | ------ |
| Ив Кирпаш | 60 м препоне |              | 8.33          | 8. у гр. 1    |            |            | Није се квалификовао | 16. / 16 |        |

## Биланс медаља Луксембурга после 5. Европског првенства у дворани 1970—1974.
|     | Земља      |   |   |   |   | УП |
| 1—5 | 1970—1974. | 0 | 0 | 0 | 0 | 0  |
| 1—5 | Укупно     | 0 | 0 | 0 | 0 | 0  |
| --- | ---------- | - | - | - | - | -- |

|                                        | Атлетичар                              | Земља                                  |                                        |                                        |                                        |                                        |
| Није било вишеструких освајача медаља. | Није било вишеструких освајача медаља. | Није било вишеструких освајача медаља. | Није било вишеструких освајача медаља. | Није било вишеструких освајача медаља. | Није било вишеструких освајача медаља. | Није било вишеструких освајача медаља. |
| -------------------------------------- | -------------------------------------- | -------------------------------------- | -------------------------------------- | -------------------------------------- | -------------------------------------- | -------------------------------------- |